# Nappy Lamare
Pour les articles homonymes, voir Nappy et Lamare.
Joseph Hilton Nappy Lamare est un banjoïste, guitariste et chanteur américain de Jazz-swing, né à La Nouvelle-Orléans, Louisiane, le 14 juin 1907 et mort à Newhall, Californie, le 8 mai 1988.

## Biographie
Nappy commence à jouer dans des formations scolaires. Son frère Jimmy est saxophoniste.
En 1925, il tourne avec le groupe du trompettiste Johnny Bayersdorffer (en). Au cours des années suivantes, il se produit avec à peu près tous les bons orchestres blancs de sa ville natale: Sharkey Bonano, Monk Hazel, The Midnight Serenaders, The Scranton Sirens, Johnny Wiggs, The New Orleans Owls... En 1930, il rejoint les rangs de l'orchestre de Ben Pollack et, cinq ans plus tard, devient l'un des membres fondateurs de l'orchestre de Bob Crosby (la suite de l'orchestre de Ben Pollack). Il participe à la création, en Californie du groupe d'Eddie Miller (en). Par la suite, on le trouve chez Jimmy Dorsey (1948), à la tête de son propre orchestre et, surtout en compagnie de son ex-collègue de chez Crosby, Ray Bauduc (années 1950-60). Il travaille également avec Joe Darensbourg (1969), puis avec Wingy Manone, Barney Bigard (1974-76) et Bob Crosby (Festival de Nice, 1981).
Nappy Lamare était resté fidèle à sa ville natale et au genre de musique qui s'y joue. Bon rythmicien dans les grandes formations, il semblait cependant avoir une prédilection pour les petits comités où il faisait bon usage de sa liberté.

## Discographie
- Alligator Blues (J. Wiggs, 1927)
- Sweet And Hot (B. Pollack, 1931)
- Troublesome Trumpet (Clark Randall, 1935)
- avec B. Crosby : Come Back Sweet Papa (1936), Jazz Me Blues (1940)

## Sources
- Dictionnaire du Jazz (Philippe Carles, André Clergeat, Jean-Louis Comolli) édition R. Laffont, 1994